# Перська ящірка
Перська ящірка (Iranolacerta brandtii) — представник роду Iranolacerta з родини Справжні ящірки.

## Опис
Загальна довжина сягає 12—13 см. Колір шкіри буває світло-коричневого кольору. З боків тягнуться по 1 поздовжньому рядку вузьких, коротких, неправильної форми плям, які зазвичай з'єднуються один з одним й окреслюють зверху поздовжній ряд білуватих округлих цяток. Боки шиї й тулуба мають світлі та чорні неправильні, розтягнуті плями або цятки. У період парування голова зазвичай зелена. Черево жовтуватого кольору, але зовнішні черевні щитки зеленуватого забарвлення. Нижня поверхня стегон, анальна область і низ хвоста помаранчеві. Хвіст досить довгий й набагато більший за тулуб. Голова невелика й тупа. Спереду підочного щитка є 3—4 верхньогубних щитка. Міжщелепний щиток у цих ящірок не торкається ніздрів. Поміж очима немає зернят на відміну від інших ящірок.

## Спосіб життя
Полюбляє напівпустелі та гірські місцини, рідколісні чагарники, узбережжя солоних озер. У горах зустрічається до 300 м над рівнем моря. Тут ховається вночі серед трави, каміння, у норах. Активна вдень. Харчується комахами та іншими дрібними безхребетними. При небезпеці може відкидати хвоста, який ламкий. Це дуже полохлива тварина. Швидко пересування серед каміння.
Це яйцекладні ящірки. Самиця відкладає до 4 яєць.

## Розповсюдження
Північно-західний Іран та південно-східний Азербайджан. Діапазон поширення за висотою: 500 — 2600 м над рівнем моря в Ірані.